# Montgomerie (rivière)

La rivière Montgomerie  (en anglais : Montgomerie River) est un cours d’eau de la région de  Tasman dans l’Île du Sud de la Nouvelle-Zélande.

## Géographie
Elle s’écoule vers le sud-ouest à partir de la  chaîne de ‘Victoria Range’ pour atteindre le cours de la rivière Waitahu à 12 kilomètres à l’est de la ville de  Reefton. L’ensemble de la longueur de la rivière est situé dans le parc Forestier de Victoria.
(en) Land Information New Zealand, « détail emplacement: Montgomerie (rivière) », sur New Zealand Gazetteer